# Nowoleśna Grań

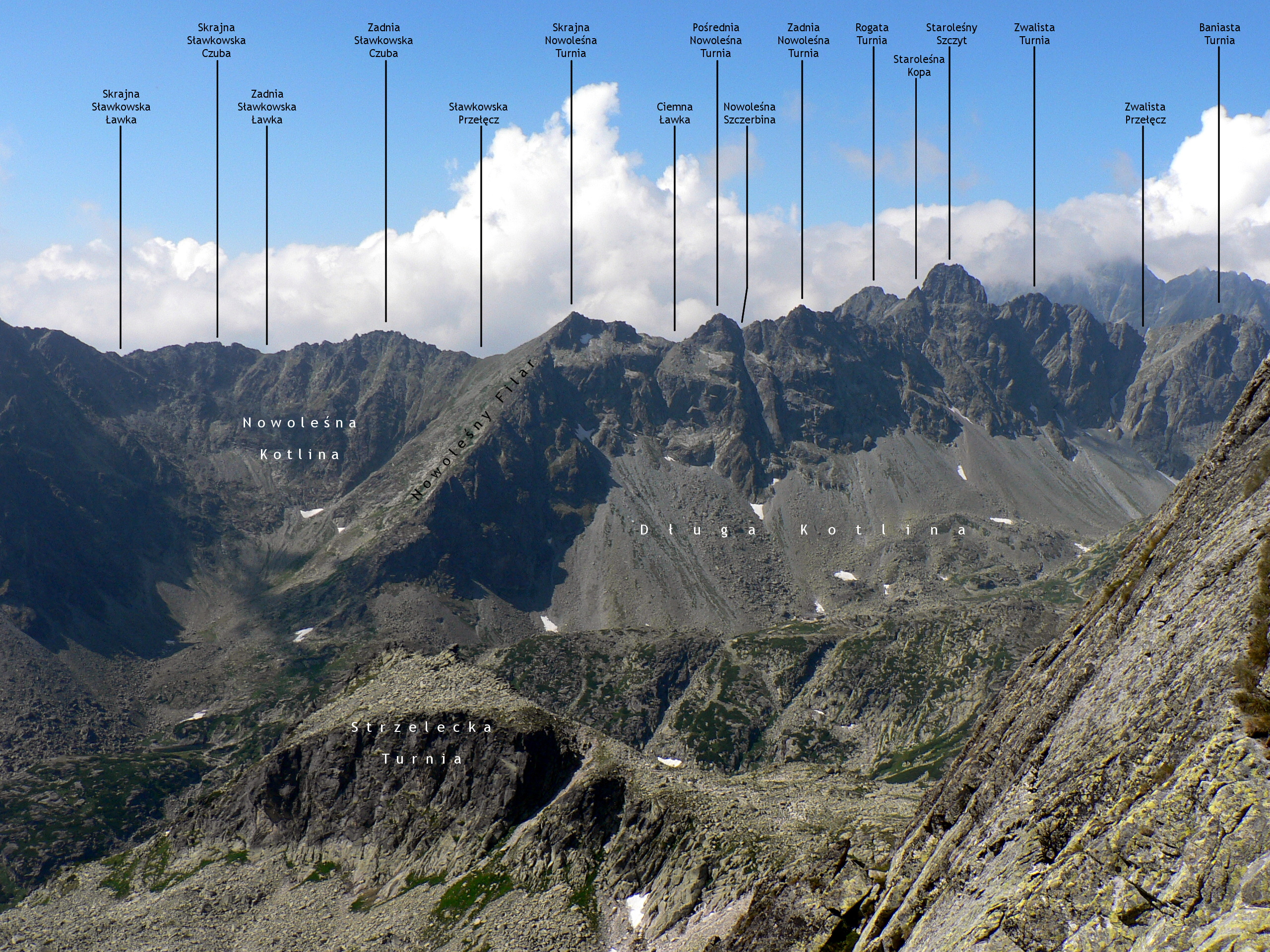
Fragment Nowoleśnej Grani (na lewo od Staroleśnego Szczytu)

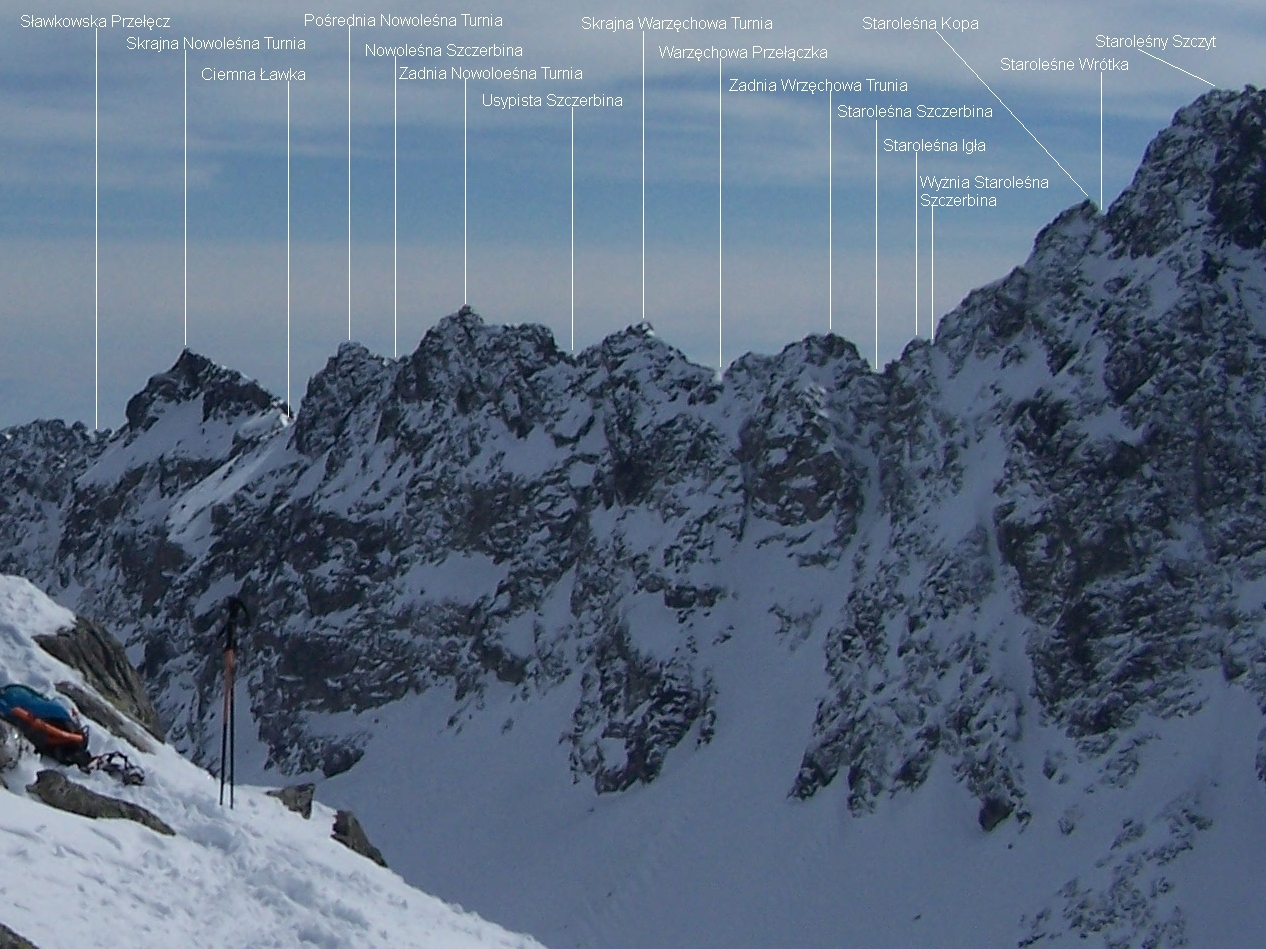
Widok na Nowoleśną Grań ze Świstowego Szczytu

Nowoleśna Grań (słow. Skrinica, Skrinicový hrebeň, niem. Kastenberg, węg. Szekrényes) – tatrzańska grań stanowiąca fragment odcinka grani Staroleśny Szczyt – Sławkowski Szczyt. Oddziela ona Dolinę Sławkowską od Doliny Staroleśnej. W kierunku Doliny Staroleśnej opada stromymi skalistymi ścianami, natomiast w stronę Doliny Sławkowskiej jej opadające zbocza są na ogół mniej strome. Wznoszą się w niej dwie Warzęchowe Turnie i trzy Nowoleśne Turnie. W poprzek północnych urwisk Nowoleśnej Grani ciągnie się system piarżystych tarasów, które tworzą tzw. Nowoleśną Galerię. Nowoleśna Galeria dzieli się na trzy części – Skrajna, Pośrednia i Zadnia Nowoleśna Galeria. Od Sławkowskiej Grani grań ta oddzielona jest siodłem Sławkowskiej Przełęczy. Na żaden z obiektów w tejże grani nie prowadzą znakowane szlaki turystyczne.
Nazwa Nowoleśnej Grani pochodzi od spiskiej wsi Nowa Leśna.
Obiekty w Nowoleśnej Grani, począwszy od Staroleśnego Szczytu:
- Staroleśna Szczerbina (Starolesnianska štrbina),
- Zadnia Warzęchowa Turnia (Západná Skrincová veža),
- Warzęchowa Przełączka (Skrincová štrbina),
- Skrajna Warzęchowa Turnia (Východná Skrincová veža),
- Usypista Szczerbina (Sesterská lávka),
- Zadnia Nowoleśna Turnia (Západná Slavkovská veža),
- Nowoleśna Szczerbina (Novolesnianska štrbina),
- Pośrednia Nowoleśna Turnia (Prostredná Slavkovská veža),
- Ciemna Ławka (Tmavá lávka),
- Skrajna Nowoleśna Turnia (Východná Slavkovská veža).

Pierwsze przejście całej Nowoleśnej Grani: Heinrich Behn, Ernst Dubke, Johann Franz (senior), 5 sierpnia 1906 r., zimą: Władysław Krygowski, 13 marca 1928 r.